# Троицкая башня (Китай-город)
Троицкая (Четырёхугольная) башня — одна из несохранившихся башен Китайгородской стены. Названа по расположенной рядом церкви Троицы в Полях (также снесена). Другое название — Четырёхугольная — получила из-за четырёхугольной формы.
Изначально башня имела проездные ворота, которые вели к мосту через ров на улицу Рождественку. Позднее они были заложены. Снесена в 1934 году вместе с большей частью Китайгородской стены.